# Ankie Bagger
Ankie Bagger (30 de septiembre de 1964) es una cantante sueca de estilo pop. Debutó en 1988 con su cover de «Varje liten droppe regn» de Herreys como «People Say It's in the Air».

## Álbumes
- Where Were You Last Night (1989)
- From the Heart (1993)
- Flashback (1995)

## Sencillos
- «People Say It's in the Air» (1988)
- «I Was Made for Lovin' You» (1989)
- «Where Were You Last Night» (1989)
- «Love Really Hurts Without You» (1990)
- «Fire and Rain» (1990)
- «Happy, Happy Year for Us All» (With The Sylvesters) (1990)
- «If You're Alone Tonight» (1991)
- «Every Day Every Hour» (1992)
- «Bang Bang» (1993)
- «Where Is Love?» (1993)
- «The Way I Dream About You» (1993)